# Palamás (ort)
Palamás (Palamas) är en ort i Grekland.   Den ligger i prefekturen Fthiotis och regionen Grekiska fastlandet, i den centrala delen av landet, 160 km nordväst om huvudstaden Aten. Palamás ligger 810 meter över havet och antalet invånare är 114.
Terrängen runt Palamás är kuperad åt sydost, men åt nordväst är den platt. Palamás ligger uppe på en höjd. Runt Palamás är det ganska tätbefolkat, med 155 invånare per kvadratkilometer. Närmaste större samhälle är Lamia, 14,6 km söder om Palamás. == Kommentarer ==
1. ↑  Framräknat ur variansen i alla höjduppgifter (DEM 3") från Viewfinder Panoramas, inom 10 km radie.[2] Mer om algoritmen finns här: Användare:Lsjbot/Algoritmer.